# 비스마야
비스마야(بسمايه)는 이라크 바그다드 주에서 약 10km 떨어진 비스마야에 지어지고 있는 신도시이다.

## 역사
NCP는 이라크와 중동의 역사에서 처음이자 가장 큰 도시 개발 프로젝트다. 비스마야는 바그다드 쿳을 연결하는 주요 고속도로에서 바그다드에서 남동쪽으로 10km 떨어진 곳에 위치하고 1,830 헥타르의 면적에 퍼져 있으며 총 10만명의 거주자를 수용할 예정이다.
새로운 도시는 학교, 진료소, 상업, 사회 및 엔터테인먼트 센터를 포함한 모든 서비스를 갖춘 최신 국제 표준에 따라 건설될 것이다. 또한 현대 도로 네트워크가 프로젝트를 위해 특별히 지어지고 고속도로와 연결되어 이라크 수도와 연결된다.
이라크 정부는 교육, 종교, 복지 및 상업 시설과 같은 공공 시설과 물, 전기 및 오수 처리 공장. 뉴 시티는 바그다드 시민 60만명의 삶을 행복으로 채우고 이라크와 중동을 넘어 세계에서 가장 뛰어난 도시로 국가 주택 계획의 첫 번째 프로젝트가 될 것이다.
2018년 1월 30일 ISIL은 시내의 한 자동차에 폭탄을 부착하여 인민동원군 중 한명을 살해했다.

## 건설
비스마야의 건설은 대한민국의 건설회사인 한화건설이 2013년에 개발을 시작하였다. 사업비 80억달러 규모의 이라크 비스마야 신도시가 건설되며 2019년이나 2021년에 완공 예정이지만 불투명하고 2027년 12월 31일에 완공 예정이다.
2015년 4월 부르즈 한화(70m)가 완공되었고 2015년 6월 기준 25,000명의 시민을 수용할 수 있는 6개 블록 중 첫 번째 블록이 완료되었다.

## 갤러리

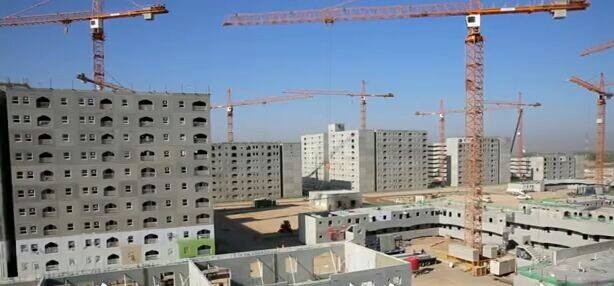
건설 중인 비스마야. 2014년 9월 25일.

## 같이 보기
- 이라크의 장소 목록
- 대한민국의 해외신도시 개발